# Береговая охрана Швеции
Береговая охрана Швеции (швед. Kustbevakningen) — шведское гражданское правительственное агентство по обеспечению охраны морской границы Швеции.
Шведская береговая охрана частично осуществляет наблюдение с воздуха (со своей базы в аэропорту Скавста к юго-западу от Стокгольма), а зимой с помощью судов на воздушной подушке в покрытых льдом водах Ботнического залива со своей станции Лулео. Береговая охрана также имеет регулярные морские дежурства в Венерне, третьем по величине озере Европы, действующем за пределами Венерсборга.

## Суда
Береговая охрана управляет пятью судами на воздушной подушке в основном на севере Швеции, где они могут легко перемещаться по льду, воде и суше. KBV 593 базируется в Лулео, KBV в Умео, KBV 591 в Эрншельдсвике, KBV 594 KBV в Ваксхольме и 595.

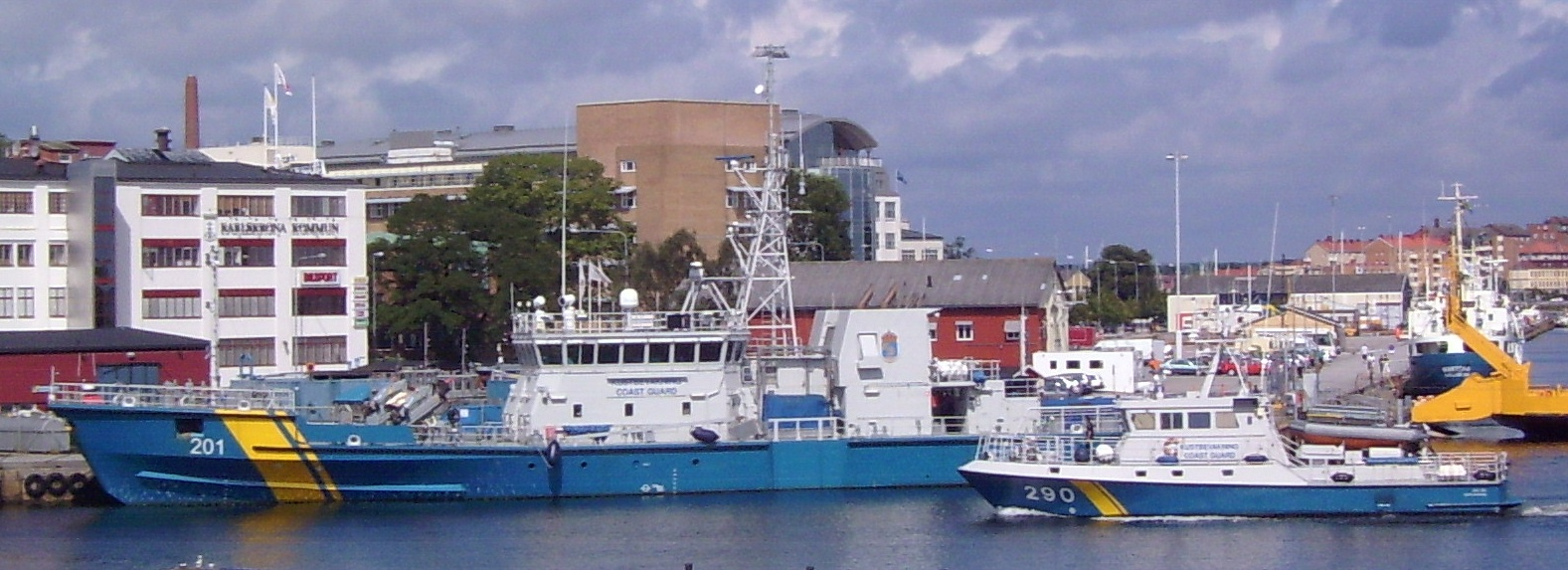
Корабли шведской береговой охраны в Карлскруне

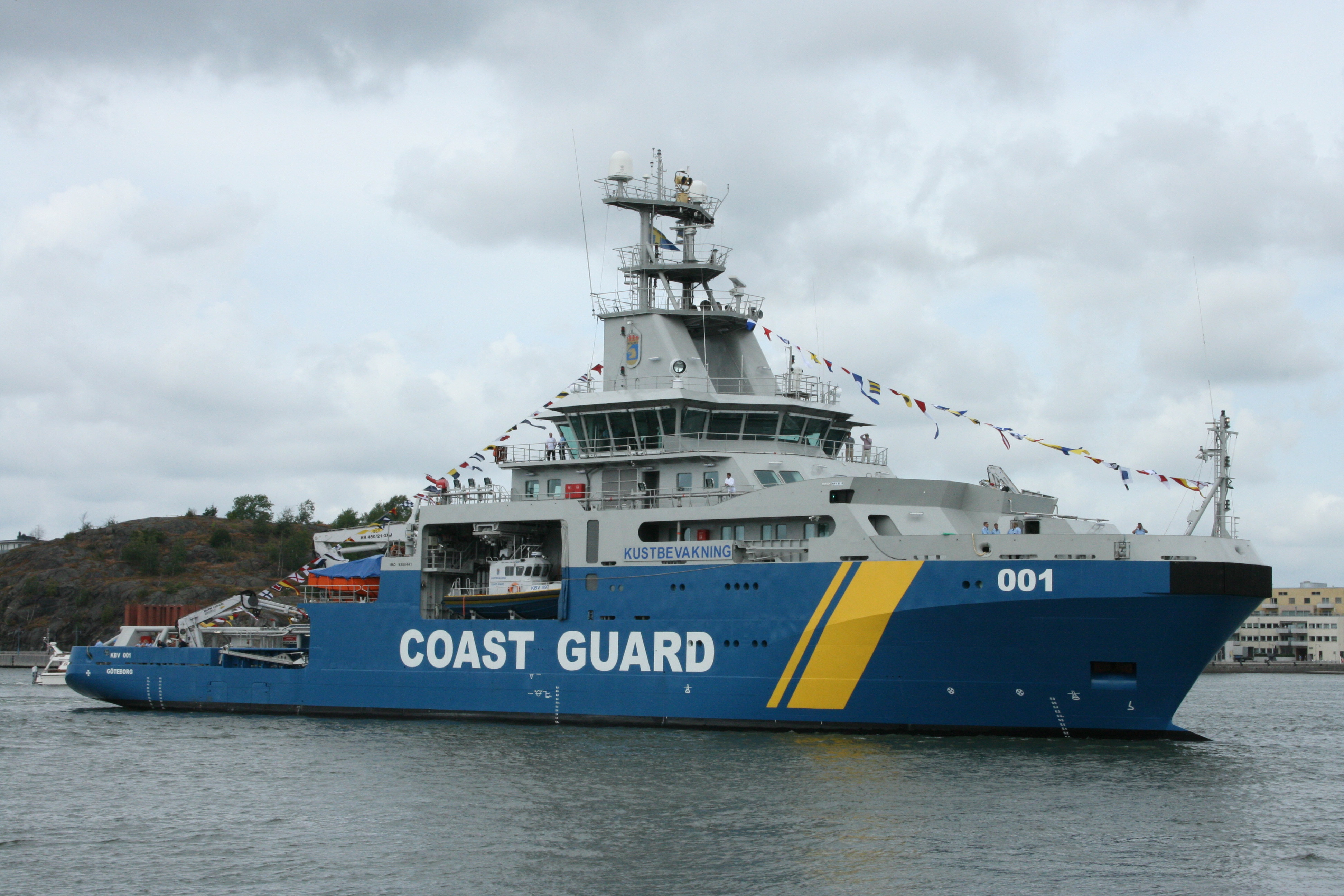
Многоцелевое судно береговой охраны Швеции KBV 001 Poseidon

Береговая охрана в настоящее время имеет 22 корабля наблюдения, которые используются в основном для патрулирования, причем некоторые из них также имеют возможность реагирования на разливы нефти.

## Организация
Береговая охрана имеет 26 береговых станций, в том числе авиационную береговую станцию. Станции подпадают под четыре региональные области: Север (КРН), Восток (КРО), Запад (КРВ) и Юг (КРС); с региональными штаб-квартирами, расположенными в Хернесанде, Стокгольме, Гётеборге и Карлскруне. Четыре центра управления контролируют повседневную операционную деятельность, а также есть как минимум один дежурный круглосуточно. Центральный штаб береговой охраны расположен в историческом военно-морском городе Карлскруна.

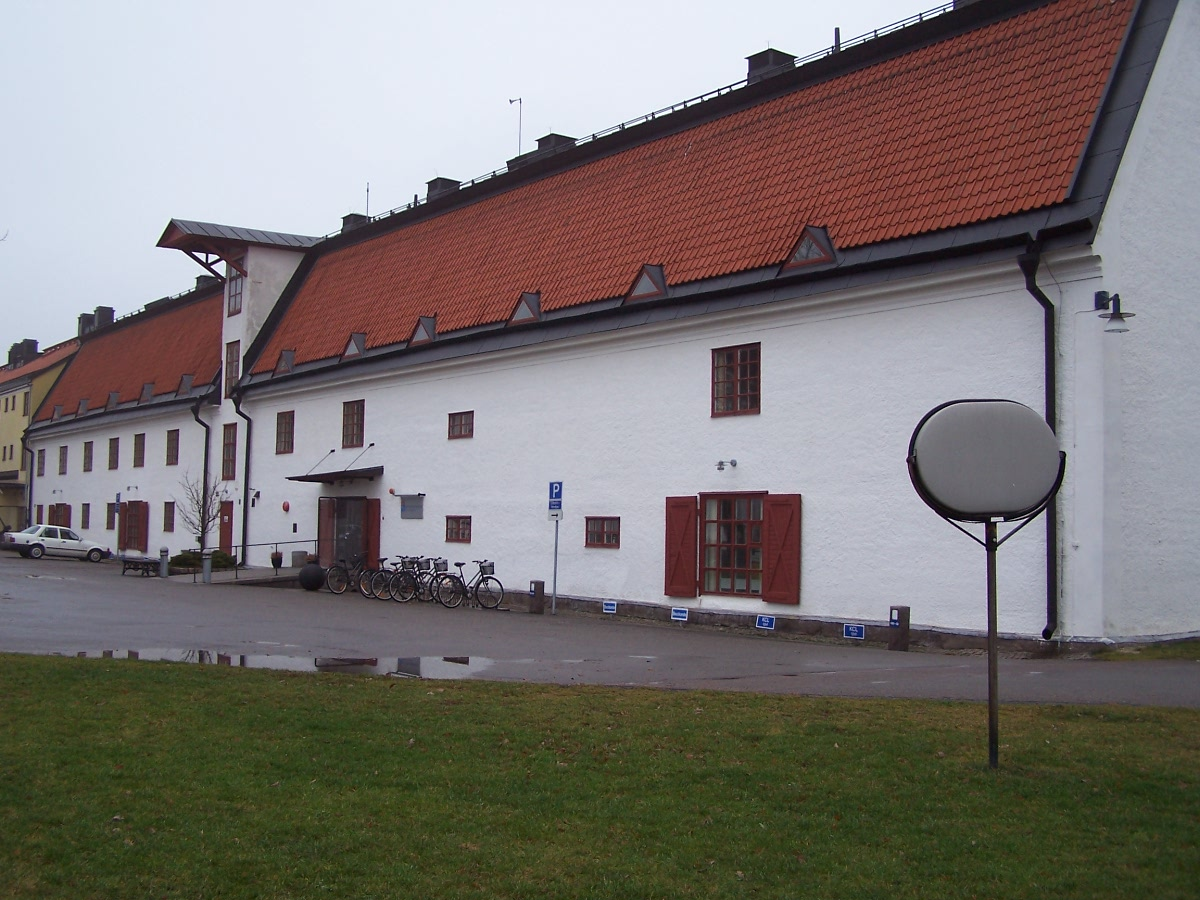
Штаб шведской береговой охраны в Карлскруне

Общее количество сотрудников береговой охраны по стране составляет около 800 человек.
Ни корабли береговой охраны, ни офицеры не имеют боевого оружия. Вместо этого каждый офицер снабжен Glock 17, дубинкой ASP, спреем OC и наручниками.